# Jaskinia w Smreczyńskim Wierchu
Jaskinia w Smreczyńskim Wierchu – jaskinia w Dolinie Tomanowej w Tatrach Zachodnich. Wejście do niej znajduje się pod wschodnim (wyższym) wierzchołkiem Smreczyńskiego Wierchu, w pobliżu grani opadającej w stronę Smreczyńskiej Przełęczy, na wysokości 2003 metrów n.p.m. Jaskinia jest pozioma, a jej długość wynosi 6,5 metrów.

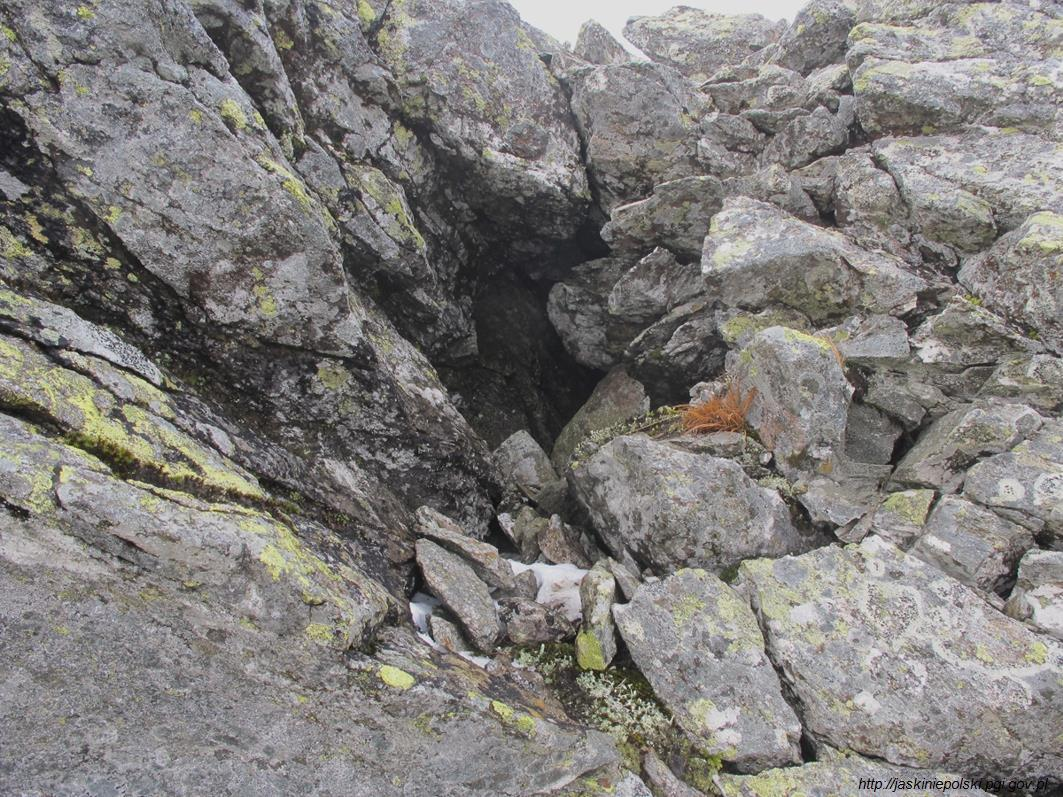
Otwór jaskini

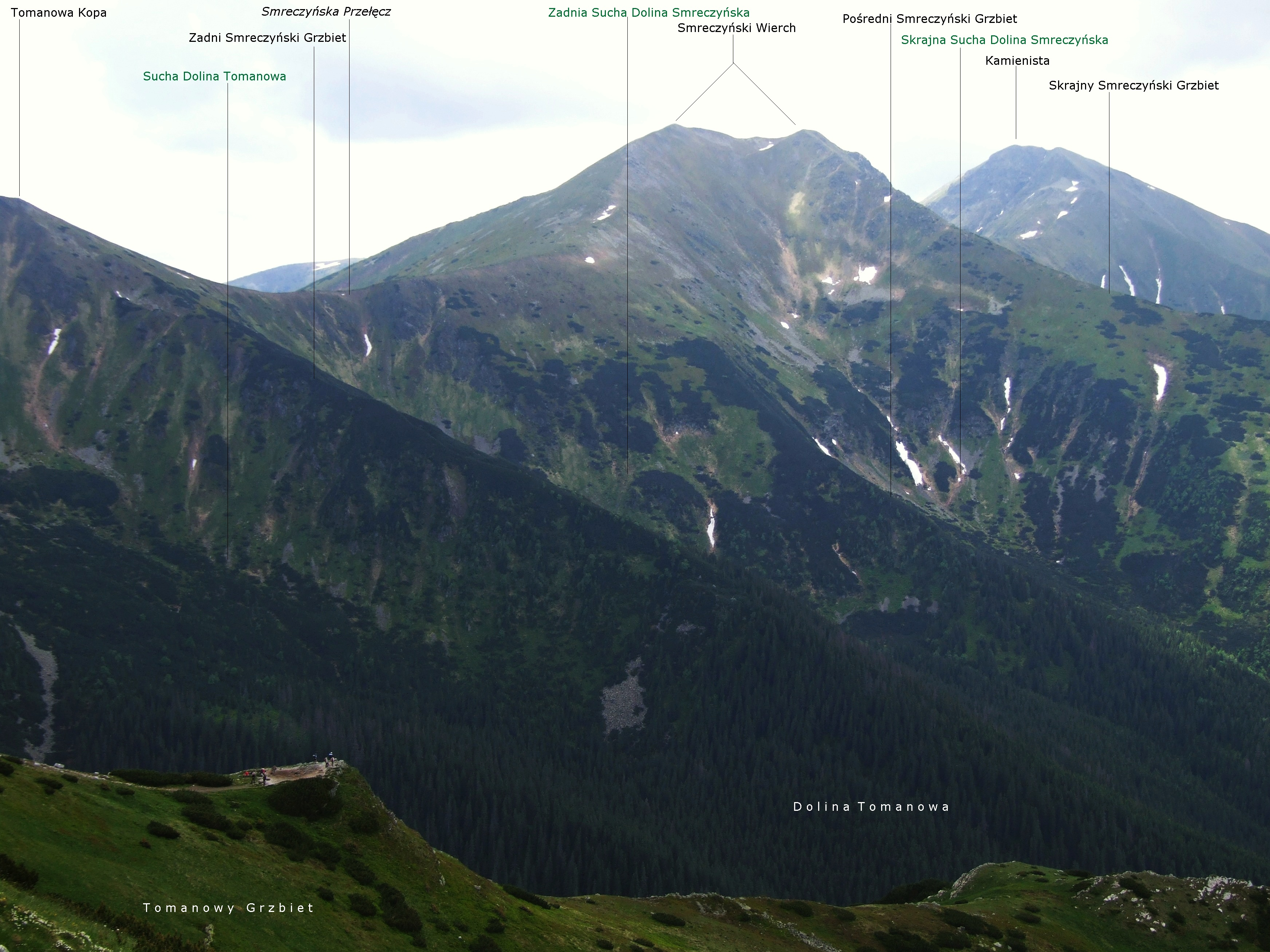
Smreczyński Wierch nad Doliną Tomanową

## Opis jaskini
Jaskinia posiada dwa ciągi zaczynające się zaraz za niewielkim otworem wejściowym. Na wprost prowadzi poziomy i prosty korytarz kończący się zawaliskiem, na lewo idzie bardzo ciasna szczelina również kończąca się zawaliskiem.

## Przyroda
W jaskini brak jest nacieków. Ściany są wilgotne, rosną na nich mchy i porosty.

## Historia odkryć
Jaskinia była prawdopodobnie znana od dawna. Jej pierwszy plan i opis sporządzili K. Recielski i P. Ruszkiewicz w 2013 roku.